# Оскар Бентън
Оскар Бентън (роден като Ferdinand van Eis; 3 февруари 1949 г. – 8 ноември 2020 г.) е нидерландски блус певец и основател на „Оскар Бентън Блус Бенд“ през 1967 г. Кариерата му като певец преминава през възходи и падения в още няколко различни групи през 70-те години на 20-и век, преди да започне самостоятелна кариера, когато през 1981 г. издава своя омонимен албум Bensonhurst Blues, написан от Арти Каплан и Арти Корнфелд и продуциран от „И Ем Ай Рекърдс“. Едноименната песен от същия албум Bensonhurst Blues е една от най-успешните песни на Оскар Бентън, тя достига до № 1 във Франция през декември 1981 г., а това донася на сингъла златен сертификат там.
През следващото десетилетие Оскар Бентън събира отново старата си група и се връща към блуса, но поради здравословни проблеми след 2000 г. изявите му намаляват. Въпреки че се завръща след дълго отсъствие от музикалната сцената, през 2010 г. претърпява инцидент, който го оставя в дълга кома. Оскар Бентън умира на 8 ноември 2020 г. в дома с в Имуйден след сърдечен арест.

## Дискография

### Студийни албуми
- Bensonhurst Blues (1981)
- My Kind Of Blues (1983)
- If You Go Away (1984)
- Best Part Of My Life (1994)
- I Am Back (2018)

### Сингли
- Everybody Is Telling Me (1972)
- Bensonhurst Blues (1973)
- Bensonhurst Blues (1981)
- I Believe In Love (1982)
- Not The Same Dreams Anymore (1983)
- Not The Same Dreams Anymore (1983)
- Woolly Boolly Boogie (1983)
- If You Go Away (Ne Me Quite Pas) (1984)
- Ooh What A Night! (1984)
- Ze Is Zoals Jij (1996)